# Камень-Мали (Любуське воєводство)
Камень-Мали (пол. Kamień Mały, нім. Stolberg (Neumark)) — село в Польщі, у гміні Вітниця Ґожовського повіту Любуського воєводства.
Населення — 408 осіб (2011).
У 1975-1998 роках село належало до Гожовського воєводства.

## Демографія
Демографічна структура станом на 31 березня 2011 року:
|          | Загалом | Допрацездатний вік | Працездатний вік | Постпрацездатний вік |
| -------- | ------- | ------------------ | ---------------- | -------------------- |
| Чоловіки | 194     | 47                 | 128              | 19                   |
| Жінки    | 214     | 46                 | 129              | 39                   |
| Разом    | 408     | 93                 | 257              | 58                   |